# Fiddlin' John Carson
Fiddlin' John Carson, född 23 mars 1868 i Fannin County, Georgia, död 11 december 1949 i Atlanta, Georgia, var en amerikansk violinist och sångare. Carson betraktas som en av de första från landsbygden, som 1923 gjorde skivinspelningar av countrymusik.

## Biografi
John Carson föddes troligen 1874 i Smyrna i Fannin County, Georgia. Han gifte sig 1894 med Jennie Nora och paret fick nio barn. Carson hade tidigare arbetat som järnvägsingenjör, men hans pension räckte inte till att försörja familjen. År 1900 började han arbeta deltid på ett bomullsspinneri nära Atlanta. Han uppträdde även med sin fiol vid danstillställningar, men genombrottet kom i september eller oktober 1922, då han började uppträda i radio. Fram till dess hade han vunnit sju violintävlingar. 1923 meddelade företaget Okeh och musikproducenten Ralph Peer att Carson var inbjuden till en inspelning. De första inspelningarna gjordes så den 14 juni 1923, då med "Little Old Log Cabin In The Lane" och "Old Hen Cackled & The Rooster's Going To Crow". Nya inspelningar gjordes den 7 och 8 november 1923 i New York. Carson var bunden till Okeh Records fram till 31 oktober 1931, då han övergick till Bluebird Records. Under sin karriär gjorde Carson totalt 179 skivinspelningar. Några av inspelningarna gjordes tillsammans med bandet The Virginia Reelers och Carsons dotter Rosa Lee, känd som "Moonshine Kate".